# Episodi di Brooklyn Nine-Nine (prima stagione)
La prima stagione della serie televisiva Brooklyn Nine-Nine, composta da 22 episodi, è stata trasmessa in prima visione negli Stati Uniti d'America da Fox dal 17 settembre 2013 al 25 marzo 2014.
In Italia la stagione è stata trasmessa dal canale a pagamento Comedy Central dal 14 marzo 2016 al 12 aprile 2016. In chiaro è andata in onda su Italia 1 dal 6 luglio 2020.
| n° | Titolo originale          | Titolo italiano                   | Prima TV USA      | Prima TV Italia |
| -- | ------------------------- | --------------------------------- | ----------------- | --------------- |
| 1  | Pilot                     | Il nuovo comandante               | 17 settembre 2013 | 14 marzo 2016   |
| 2  | The Tagger                | Atti vandalici                    | 24 settembre 2013 | 15 marzo 2016   |
| 3  | The Slump                 | Il tracollo                       | 1º ottobre 2013   | 16 marzo 2016   |
| 4  | M.E. Time                 | Il medico legale                  | 8 ottobre 2013    | 17 marzo 2016   |
| 5  | The Vulture               | L'Avvoltoio                       | 15 ottobre 2013   | 18 marzo 2016   |
| 6  | Halloween                 | Halloween                         | 22 ottobre 2013   | 21 marzo 2016   |
| 7  | 48 Hours                  | 48 ore                            | 5 novembre 2013   | 22 marzo 2016   |
| 8  | Old School                | Vecchia Scuola                    | 12 novembre 2013  | 23 marzo 2016   |
| 9  | Sal's Pizza               | Da Sal                            | 19 novembre 2013  | 24 marzo 2016   |
| 10 | Thanksgiving              | Il giorno del Ringraziamento      | 26 novembre 2013  | 25 marzo 2016   |
| 11 | Christmas                 | Buon Natale!                      | 3 dicembre 2013   | 28 marzo 2016   |
| 12 | Pontiac Bandit            | Il bandito delle Pontiac          | 7 gennaio 2014    | 29 marzo 2016   |
| 13 | The Bet                   | La scommessa                      | 14 gennaio 2014   | 30 marzo 2016   |
| 14 | The Ebony Falcon          | Il falcone d'ebano                | 21 gennaio 2014   | 31 marzo 2016   |
| 15 | Operation: Broken Feather | Operazione piuma spezzata         | 2 febbraio 2014   | 1º aprile 2016  |
| 16 | The Party                 | Buon compleanno capitano!         | 4 febbraio 2014   | 4 aprile 2016   |
| 17 | Full Boyle                | Una cosa alla Boyle               | 11 febbraio 2014  | 5 aprile 2016   |
| 18 | The Apartment             | L'appartamento                    | 25 febbraio 2014  | 6 aprile 2016   |
| 19 | Tactical Village          | La giornata del Villaggio Tattico | 4 marzo 2014      | 7 aprile 2016   |
| 20 | Fancy Brudgom             | Lo sposo dei sogni                | 11 marzo 2014     | 8 aprile 2016   |
| 21 | Unsolvable                | Il caso irrisolvibile             | 18 marzo 2014     | 11 aprile 2016  |
| 22 | Charges and Specs         | Il complotto                      | 25 marzo 2014     | 12 aprile 2016  |

## Il nuovo comandante
- Titolo originale: ''Pilot
- Diretto da: Phil Lord e Christopher Miller
- Scritto da: Dan Goor e Michael Schur

### Trama
Al 99º distretto della polizia di New York di Brooklyn arriva un nuovo capitano, Raymond Holt, che, a differenza del precedente capitano, prende il lavoro molto sul serio, con grande disappunto del detective Jacob Peralta, un poliziotto capace ma poco incline a seguire il regolamento, e soddisfazione della detective Amy Santiago, molto ligia alle regole. Holt impara a conoscere i suoi sottoposti grazie al loro superiore, Terry Jeffords, un sergente molto dedito al suo lavoro ma un po' emotivamente instabile. Nel frattempo, il detective Charles Boyle, un poliziotto in gamba anche se un po' imbranato, vorrebbe invitare a uscire la tosta e laconica detective Rosa Diaz, ma non riuscendoci da solo chiede aiuto a Gina Linetti, la sarcastica segretaria civile del distretto; Jake riesce subito a irritare Holt rifiutandosi di prendere i suoi ordini sul serio.

## Atti vandalici
- Titolo originale: The Tagger
- Diretto da: Craig Zisk
- Scritto da: Norm Hiscock

### Trama
Jake arriva in ritardo al lavoro, e per punirlo, Holt gli assegna un caso che Jake ritiene essere al di sotto delle sue capacità. Il caso diventa problematico quando il sospettato si rivela essere il figlio del vice soprintendente. Al distretto arriva una sensitiva amica di Gina, e dà a Charles brutte notizie riguardo a Rosa.

## Il tracollo
- Titolo originale: The Slump
- Diretto da: Julie Anne Robinson
- Scritto da: Prentice Penny

### Trama
Jake ha molti casi irrisolti tra le mani, e gli altri detective non vogliono essere contagiati dalla sua sfortuna. Nel frattempo, Amy chiede aiuto a Rosa e Gina quando Holt le chiede di dirigere un programma di sostegno per adolescenti a rischio, e Boyle assiste Jeffords nella risoluzione di un caso speciale.

## Il medico legale
- Titolo originale: M.E. Time
- Diretto da: Troy Miller
- Scritto da: Gil Ozeri

### Trama
Jake flirta con un'attraente coroner su una scena del crimine, ritardando il rapporto autoptico, ma scopre un lato bizzarro della donna. Intanto, l'artista degli identikit è malato e Amy chiede aiuto a Jeffords, che nasconde un talento artistico, per trovare uno scippatore. In più, Amy cerca di scoprire perché Holt è di cattivo umore.

## L'Avvoltoio
- Titolo originale: The Vulture
- Diretto da: Jason Ensler
- Scritto da: Laura McCreary

### Trama
Un detective dell'unità Crimini Speciali, soprannominato "L'Avvoltoio" prende il controllo di un caso quasi già risolto da Jake, che chiede aiuto ai colleghi per vendicarsi e trovare l'arma del delitto prima che ci riesca "L'Avvoltoio". Intanto, Holt e Gina aiutano Terry a riavere l'autorizzazione a portare un'arma.

## Halloween
- Titolo originale: Halloween
- Diretto da: Dean Holland
- Scritto da: Lesley Arfin

### Trama
È la notte di Halloween. Amy, che detesta la festività, indossa controvoglia un costume per andare sotto copertura insieme a Charles. Intanto, al distretto, Jake scommette con Holt che riuscirà a rubare la sua medaglia al valore entro mezzanotte: se riuscirà nell'impresa, Holt dovrà dichiarare che Jake è un fantastico detective/genio, altrimenti Jake dovrà occuparsi di tutte le scartoffie della notte di Halloween di Holt. Jake vince la scommessa grazie all'aiuto degli altri detective.

## 48 ore
- Titolo originale: 48 Hours
- Diretto da: Peter Lauer
- Scritto da: Luke Del Tredici

### Trama
Jake ha 48 ore per trovare le prove necessarie per confermare un arresto, o il delinquente, Dustin Whitman, sarà libero di andare. Dopo un interrogatorio infruttuoso, Jake costringe i colleghi a passare il weekend al distretto per aiutarlo a risolvere il caso. Alla fine viene fuori che il vero ladro era un altro uomo, complice di Dustin, che ha usato il suo modus operandi e con cui pianificava di spartirsi il bottino. Mentre la squadra è bloccata al distretto, Charles fa da giudice in una disputa sulle torte tra Gina e Rosa.

## Vecchia scuola
- Titolo originale: Old School
- Diretto da: Beth McCarthy-Miller
- Scritto da: Gabe Liedman

### Trama
Jake passa una giornata con il suo idolo, un ex-cronista, ma scopre che le sue dichiarazioni riguardo al distretto verranno pubblicate. Terry e Charles aiutano Rosa a presentarsi in maniera appropriata al banco dei testimoni.

## Da Sal
- Titolo originale: Sal's Pizza
- Diretto da: Craig Zisk
- Scritto da: Lakshmi Sundaram

### Trama
Jake cerca di scoprire chi è il piromane che ha dato fuoco alla sua pizzeria preferita, ma si scontra con il testardo capo dei pompieri, Boone. Amy è invidiosa che un altro distretto abbia offerto a Rosa la posizione di capitano. Un hacker rende pubblica la cronologia di tutti i computer del distretto, e Terry e Gina intervistano vari candidati per il posto di tecnico informatico.

## Il giorno del Ringraziamento
- Titolo originale: Thanksgiving
- Diretto da: Jorma Taccone
- Scritto da: Luke Del Tredici

### Trama
Amy decide di invitare tutti a casa sua per il Ringraziamento, principalmente per chiedere a Holt di diventare il suo mentore, ma il capitano se ne va quasi subito insieme a Jake per arrestare un ladro che ha rubato del denaro dal deposito delle prove. Durante la serata si verifica un incidente dopo l'altro: tutti detestano il cibo preparato da Amy, Terry è talmente affamato da essere in preda alla rabbia, Rosa si gode il caos, e Charles cerca in tutti i modi di risolvere la situazione.

## Buon Natale!
- Titolo originale: Christmas
- Diretto da: Jake Szymanski
- Scritto da: Dan Goor

### Trama
Holt riceve varie minacce di morte, e Jake viene scelto come capo della scorta, il che gli permette di controllare il capitano e dargli ordini a suo piacimento. Amy, con l'aiuto di Gina, cerca di scrivere un biglietto di auguri natalizi perfetto da dare a Holt, e Terry viene sottoposto a un test psichiatrico per poter tornare a lavorare sul campo.

## Il bandito delle Pontiac
- Titolo originale: Pontiac Bandit
- Diretto da: Craig Zisk
- Scritto da: Norm Hiscock e Lakshmi Sundaram

### Trama
Jake e Rosa cercano di arrestare un famigerato ladro d'auto, il bandito delle Pontiac, con l'aiuto di un altro criminale nonché presunto testimone, Doug Judy; alla fine viene fuori che è proprio Judy il ladro. Al distretto, tutti cercano di mettere a proprio agio Charles, appena tornato al lavoro dopo essere stato ferito in azione. Boyle decide di rimanere a casa per rimettersi completamente, in compagnia dei suoi cani.

## La scommessa
- Titolo originale: The Bet
- Diretto da: Julian Farino
- Scritto da: Laura McCreary

### Trama
Jake organizza per Amy il "peggiore appuntamento di sempre" dopo aver vinto all'ultimo secondo la scommessa contro di lei. Durante la serata, però, i due vengono chiamati a fare un appostamento, e Jake rivaluta il suo rapporto con Amy. Charles deve assumere ancora più antidolorifici dopo essersi ferito ulteriormente durante la sua cerimonia per l'assegnamento della medaglia al valore; come conseguenza, Boyle non può fare a meno di essere brutalmente onesto con i colleghi. Inoltre, l'invidia ha il meglio su di lui quando un cavallo della polizia gli ruba la scena dopo aver ricevuto la sua stessa medaglia. Nel frattempo, Holt cerca di salvare la faccia dopo aver accidentalmente rivelato alla moglie di Terry che è tornato in servizio attivo, ma riesce solo a peggiorare le cose.

## Il falcone d'ebano
- Titolo originale: The Ebony Falcon
- Diretto da: Michael Blieden
- Scritto da: Prentice Penny

### Trama
Per indagare su un traffico di steroidi in una palestra, Jake e Boyle reclutano Terry, un tempo soprannominato "Il Falcone d'Ebano", perché si infiltri nell'organizzazione criminale. Intanto, Holt ordina a Amy e Rosa di indagare su un furto subito da Gina in casa sua.

## Operazione piuma spezzata
- Titolo originale: Operation: Broken Feather
- Diretto da: Julie Anne Robinson
- Scritto da: Dan Goor e Michael Schur

### Trama
Mentre indagano su una seri di furti avvenuti in un albergo, Jake scopre, con suo grande disappunto, che Amy sta pensando di andarsene per unirsi all'unità crimini maggiori. Nel frattempo, Holt e Terry conducono vari esperimenti per limitare varie inefficienze al distretto al fine di rientrare in tempo nelle statistiche.
Guest star: Adam Sandler, Joe Theismann

## Buon compleanno capitano!
- Titolo originale: The Party
- Diretto da: Michael Engler
- Scritto da: Gil Ozeri e Gabe Liedman

### Trama
L'intera squadra viene invitata alla festa di compleanno di Holt, e Terry cerca di tenere tutti a bada. Jake e Amy cercano di fare bella figura con Kevin (il marito di Holt) e Holt, rispettivamente, ma con risultati disastrosi. Grazie alla sua passione per il cibo, Boyle comincia una relazione con Vivian, una collega di Kevin, mentre Rosa presenta Gina a un gruppo di psicologi, che rimangono affascinati dalla sua personalità.

## Una cosa alla Boyle
- Titolo originale: Full Boyle
- Diretto da: Craig Zisk
- Scritto da: Norm Hiscock

### Trama
Boyle ha la tendenza di correre troppo nelle sue relazioni (o, secondo Jake, agire "alla Boyle"), per cui chiede aiuto a Jake per il suo prossimo appuntamento con Vivian. Quello che però non sanno è che anche Vivian sta per comportarsi "alla Boyle". Terry toglie un caso a Rosa e Amy per darlo a Hitchcock e Scully, dopo che le due detective hanno ignorato un imbranato aspirante supereroe, Super Dan, recatosi al distretto per fornire informazioni utili sul caso. Intanto, Holt deve affrontare un concorrente per la posizione di presidente di un'organizzazione per agenti di colore della comunità LGBT, da lui stesso fondata 25 anni prima.

## L'appartamento
- Titolo originale: The Apartment
- Diretto da: Tucker Gates
- Scritto da: David Quandt

### Trama
Jake scopre che l'appartamento di sua nonna, dove vive da tempo, verrà acquistato da una cooperativa, e che dovrà pagare quasi mezzo milione di dollari per continuare a viverci. Si reca quindi da uno strozzino, prima che Gina lo convinca invece a cercare un altro appartamento. Holt ordina ai detective di presentare un'autovalutazione, creando tensione nel distretto, soprattutto per Amy. Boyle e Rosa si vendicano di un collega poco pulito che usa la scrivania di Rosa durante un altro turno.

## La giornata del Villaggio Tattico
- Titolo originale: Tactical Village
- Diretto da: Fred Goss
- Scritto da: Luke Del Tredici

### Trama
La squadra partecipa al "Villaggio Tattico", dove vari distretti eseguono simulazioni e testano nuove attrezzature. Jake si ingelosisce quando Amy si imbatte nel suo ex fidanzato Teddy, Rosa si arrabbia perché Boyle non l'ha invitata al suo matrimonio, e Gina e Holt combattono la loro dipendenza dal gioco "Kwazy Kupcakes".

## Lo sposo dei sogni
- Titolo originale: Fancy Brudgom
- Diretto da: Victor Nelli Jr.
- Scritto da: Laura McCreary

### Trama
Boyle chiede a Peralta di fargli da testimone; per Jake, questo comprende assaggiare torte nuziali, scegliere la carta per gli inviti, e aiutare Charles a convincere Vivian che non vuole trasferirsi in Canada. Intanto, Gina, Amy e Terry cercano di seguire una dieta, e Holt convince Rosa a scusarsi con un agente di pattuglia che la detective ha umiliato.

## Il caso irrisolvibile
- Titolo originale: Unsolvable
- Diretto da: Ken Whittingham
- Scritto da: Prentice Penny

### Trama
A Jake viene concesso di prendersi il weekend libero dopo aver risolto parecchi casi, ma Peralta decide di occuparsi di un caso vecchio di 8 anni, ritenuto da tutti irrisolvibile. Con l'aiuto di Terry, il caso viene finalmente risolto quando Jake, dopo un'intera notte di lavoro, si rende conto che la presunta vittima non era affatto morta. Nel frattempo, Amy organizza un weekend romantico con Teddy, ma un impegno inaspettato con Holt manda a monte tutto. Gina e Rosa rivelano a Charles, che è parecchio giù di morale, l'esistenza di un bagno segreto chiamato "Babilonia" che solo loro usano, e gli fanno promettere di non parlarne con nessuno. Scully e Hitchcock, però, lavorano come non mai per scoprire che cosa nasconde Charles.

## Il complotto
- Titolo originale: Charges and Specs
- Diretto da: Akiva Schaffer
- Scritto da: Gabe Liedman e Gil Ozeri

### Trama
Jake rischia la sospensione dopo che il sovrintendente Podolski chiude la sua indagine sul filantropo Lucas Wint. Jake è comunque determinato a risolvere il caso, e arruola un'insolitamente ribelle Amy e un riluttante Holt perché lo aiutino a trovare altre prove. Tuttavia, Holt scopre l'esistenza di una cospirazione più grande, che obbliga Jake a compiere un grande sacrificio per risolvere il caso. Jake riesce finalmente a dire a Amy che prova dei sentimenti per lei, lasciandola combattuta. Nel frattempo, Charles è devastato dalla sua rottura con Vivian, e Rosa e Terry cercano di tirargli su il morale, mentre Gina incorpora le emoji nel suo linguaggio parlato.